# 鹤城晚报
鹤城晚报是黑龙江省齐齐哈尔市是由齐齐哈尔日报报业集团出版的晚报。鹤城晚报的前身齐齐哈尔晚报创办于1985年7月1日。 鹤城晚报是地方政经类报纸，4开24版、彩色印刷，包括鹤城新闻、国内新闻、国际新闻、副刊、专刊、图片等版面，还有《北国周末》、《教育周刊》、《老友周刊》、《女性周刊》、《家事周刊》几个子报。